# Немирович, Дариуш
Дариуш Немирович (род. 1952, Варшава, Польша) — польский оперный певец (бас) и преподаватель вокала.

## Биография
После окончания школы в 1971 году Дариуш Немирович начал заниматься в средней школе музыки имени Фредерика Шопена в Варшаве, в классе профессора Зофии. Брежи, C 1973 года по 1978, Дариуш учился в Академии музыки в Варшаве, в классе сольного пения профессора Алины Болеховской. В настоящее время работает как адъюнкт в Университете музыки Фредерика Шопена и как преподаватель в Средней музыкальной школе имени Фредерика Шопена в Варшаве.

## Сценическая и oперная деятельность
Дариуш Немирович начал свою сценическую деятельность в Варшавском Большом Театре и Варшавской Камерной Опере. В 1981 году Д.Немирович получил приглашение от Кобургского земельного театра Landestheater Coburg, затем от Гейдельбергского городского театра и Музыкального театра в Гельзенкирхене, также выступая по всей ФРГ. С 1990 по 1996 год он был солистом в Фольксопер в Вене и Венском оперном театре.
В 1997 году вернулся в Германию на сцену Фрайбургского городского театра.
В репертуаре Дариушa Немировичa более чем сто персонажей оперы и оперетты .
Здесь как комические, так и драматические партии, такие как: Дон Паскуале Дон Магнифико, Dulcamara,- Зарастро Мефисто, Zaccharia, Рокко, Филипп

## Концертная деятельность
Дариуш Немирович широко известен как исполнитель камерной музыки Элиас, Паулюс Die Schöpfung. В его репертуаре: произведения Баха, Бетховена, Брукнера, Дворжака, Генделя, Гайдна, Мендельсона-Bartholdyego, Моцарта, Пуччини, Reinthaler, Россини, Шуберта, Шютцa, Верди и др..

## Преподавательская деятельность
Дариуш Немирович преподает вокал с 1990 года. На сегодняшний день работает адъюнктом в Университете музыки Фредерика Шопена и преподавателем в Средней музыкальной школе имени Фредерика Шопена в Варшаве.

## Награды
- Дариуш Немирович является лауреатом двух общенациональных польских конкурсов в 1976 и 1977 годах.
- 1977 — получил второе место на Международном музыкальном конкурсе в Женеве Internationalen Musikwettbewerb в Genf.
- 1978 — получил «Stichting Buma-Fonds-Preis» на международном конкурсе в Хертогенбоше, Нидерланды.
- 1980 — занял второе место на Международном музыкальном конкурсе ARD в Мюнхене Мюнхен. Записи
- 1981 — Богема Джакомо Пуччини, записанные Чешским телевидением в Братиславе
- 1978 — Эрос и Психея Людомир Ружицкий
- 1985 — Севильский цирюльник, Джованни Паизиелло
- 1985 — Il Signor Bruschino ossia Il figlio per azzardo Gioacchino Rossini
- 1992 — Der Silbersee Курт Вайль
- 1995 — Der Kuhhandel Курта Вайля
- 2006 — Pro Dufenctis Реквием Доменико Чимарозы